# Giovanni Battista Adriani
Giovanni Battista Adriani (1511 o 1513 - 1579) fue un historiador italiano.
Miembro de una familia de patricios de Florencia, fue secretario de la República de Florencia. Formó parte del contingente que defendió la ciudad durante el asedio al que se vio sometida en 1530, pero posteriormente se unió a la facción de los Médici y fue nombrado profesor de retórica en la Universidad de Florencia.
A petición de Cosme I de Médici escribió una historia contemporánea en italiano, de 1536 a 1574, generalmente, erróneamente según Jacques Charles Brunet, considerada como una continuación de la obra de Francesco Guicciardini. Jacques Auguste de Thou reconoció estar en deuda con esta historia, elogiándola especialmente por su exactitud.
Adriani también escribió discursos fúnebres en latín para el emperador Carlos I de España y otros nobles, y fue el autor de una larga carta sobre pintores y escultores de la antigüedad que sirvió de prefacio al tercer volumen de Le Vite de Giorgio Vasari. Su Istoria dei suoi tempi fue publicada en Florencia en 1583; una nueva edición fue publicada en Florencia en 1872.